# Cardiocladius freyi
Cardiocladius freyi är en tvåvingeart som beskrevs av Stora 1936. Cardiocladius freyi ingår i släktet Cardiocladius och familjen fjädermyggor.
Artens utbredningsområde är Kanarieöarna. Inga underarter finns listade i Catalogue of Life.